# ルーク・ロウ
ルーク・ロウ（Luke Rowe、1990年3月10日 - ）は、イギリス、カーディフ出身の自転車競技（ロードレース）選手。

## 経歴
2012年、スカイ・プロサイクリングにてプロキャリアスタート。ツアー・オブ・ブリテン、第1ステージにてプロ初勝利。

## 主な戦績

### 2009年
- ZLM・ツアーU23　優勝

### 2011年
- ZLM・ツアーU23　優勝
- テュリンゲン・ルントファールトU23　区間優勝（第7ステージ）

### 2012年
- ツアー・オブ・ブリテン　区間優勝（第1ステージ）

### 2015年
- パリ～ルーベ 8位

### 2016年
- オムロープ・ヘット・ニウスブラット　4位
- ロンド・ファン・フラーンデレン　5位

### 2017年
- カデル・エヴァンス・グレートオーシャン・ロードレース　5位
- ヘラルド・サン・ツアー　区間優勝（第2ステージ）

### 2018年
- ツアー・オブ・ブリテン　区間優勝（第7ステージ）